# Alterkülz
Alterkülz est une municipalité du Verbandsgemeinde Kastellaun, dans l'arrondissement de Rhin-Hunsrück, en Rhénanie-Palatinat, dans l'ouest de l'Allemagne.

## Liens externes

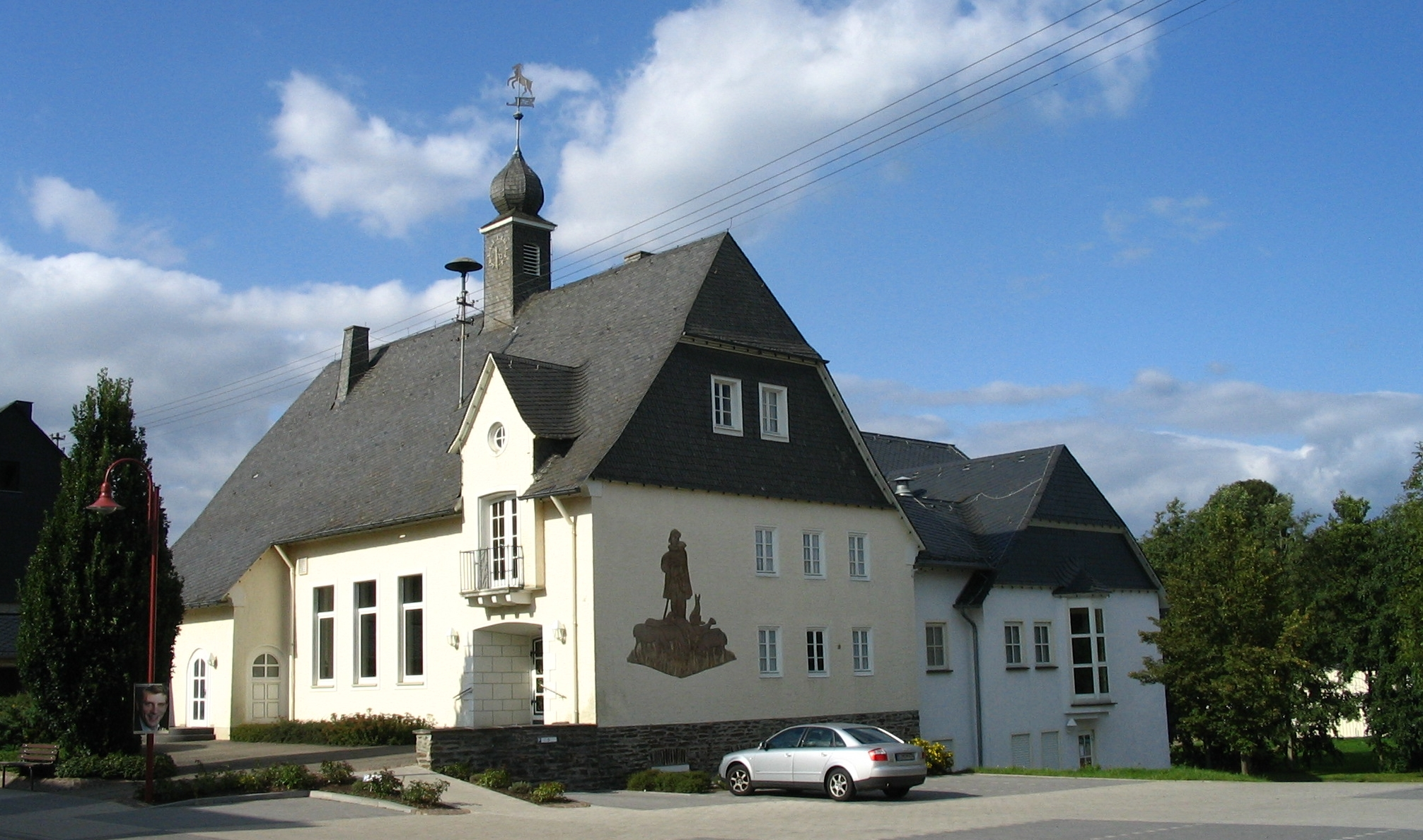
Centre paroissial.
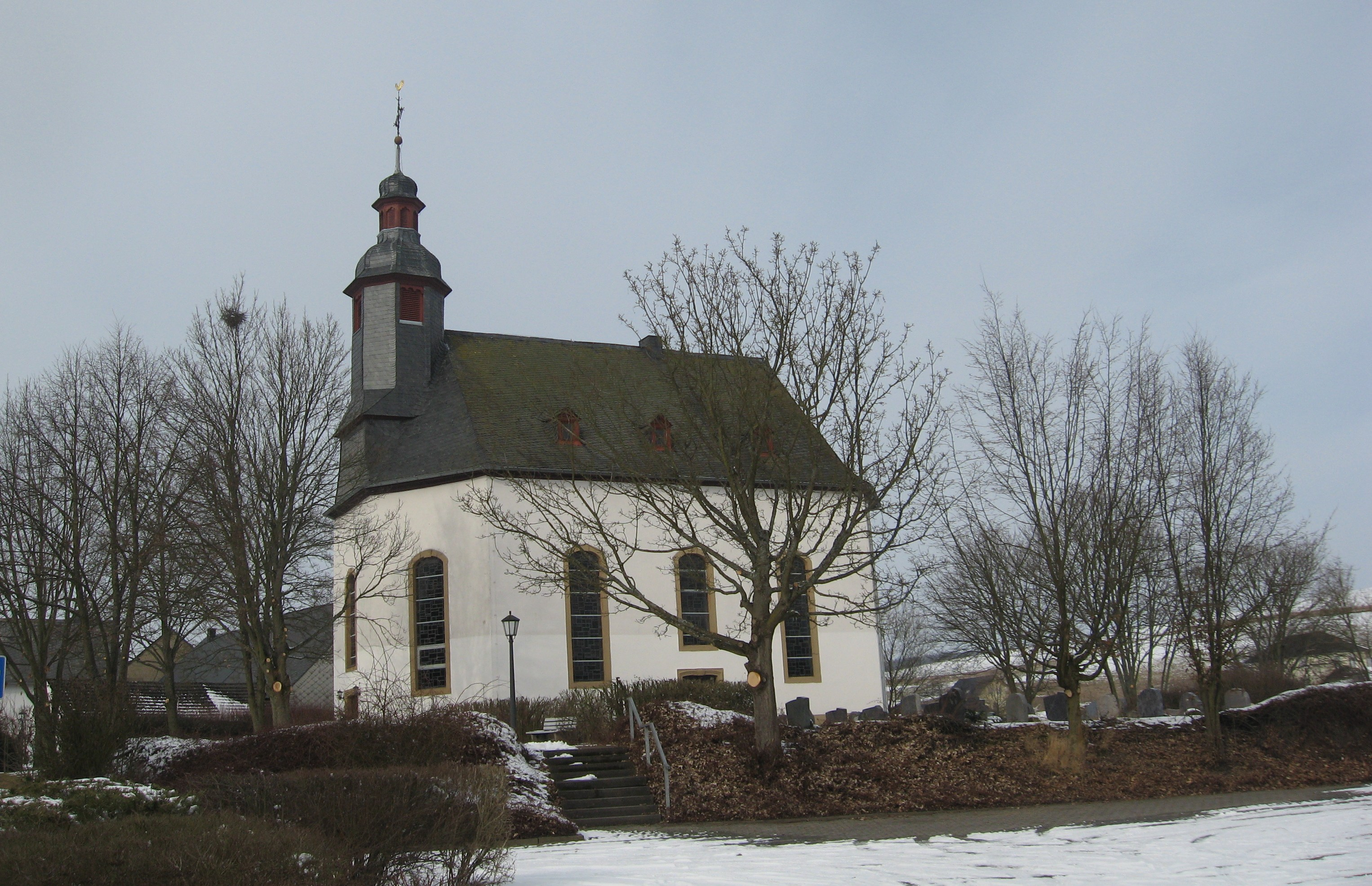
Église évangélique.
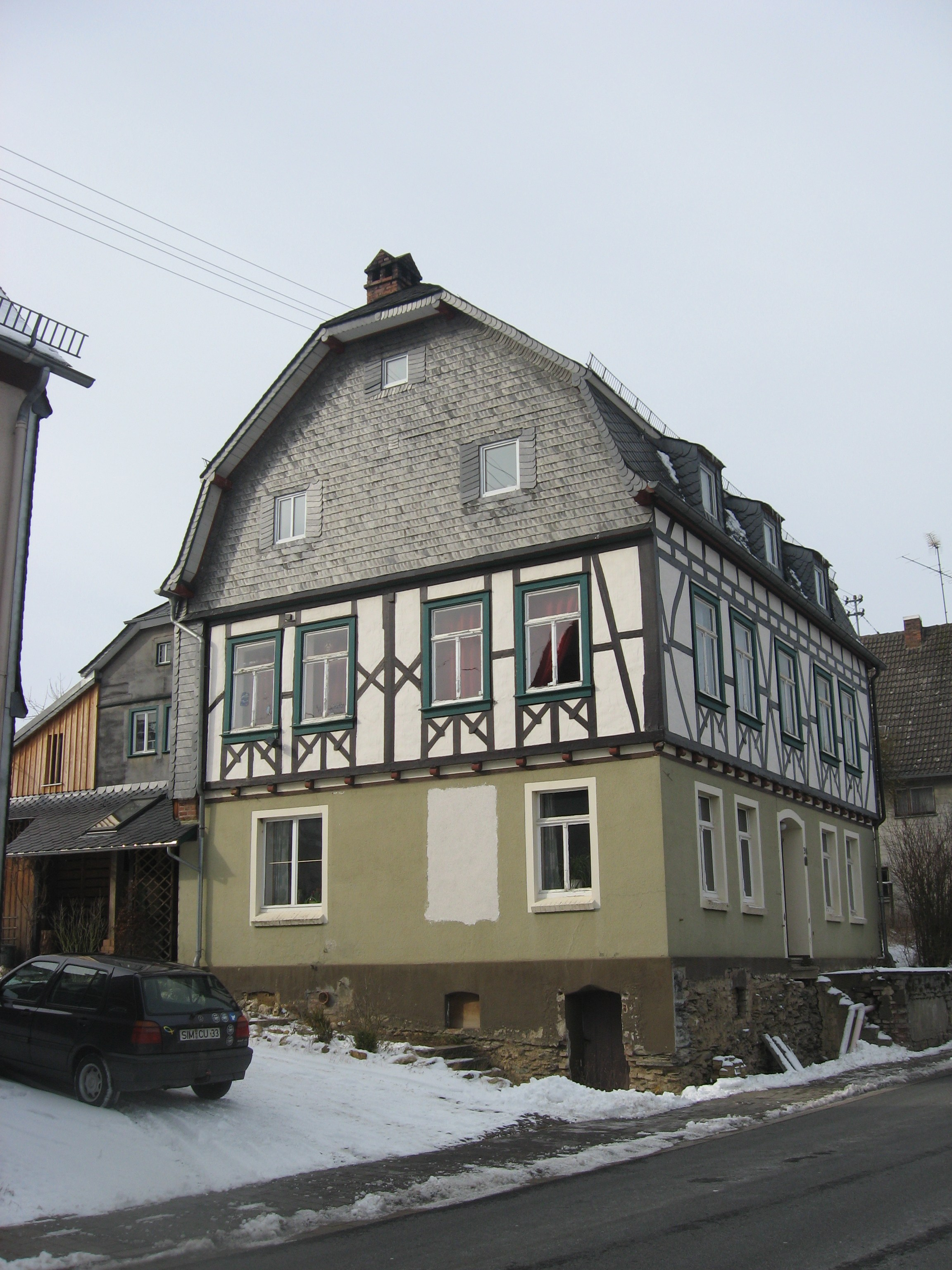
Complexe immobilier.
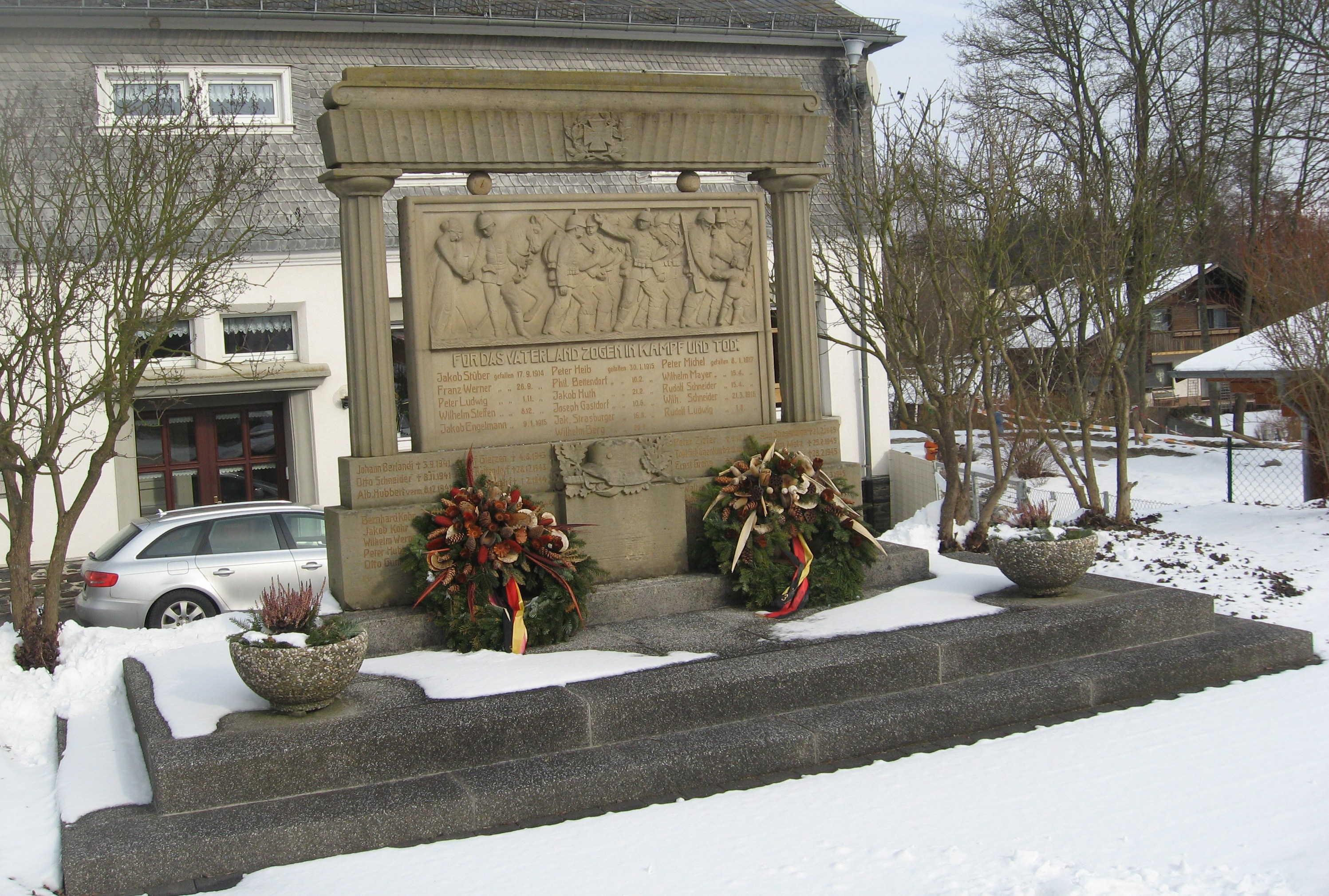
Monument aux morts de 1914-1918.